# Козелецька сотня
Козелецька (Козельська) сотня — адміністративно-територіальна і військова одиниця Переяславського, а згодом Київського полку Гетьманщини. Центр — містечко Козелець.

## Історія
Сотня виникла як адміністративна і військова одиниця Переяславського полку наприкінці 1648 року. Юридично закріплена за ним Зборівським трактатом 16 жовтня 1649 року у кількості 200 козаків.
Між 1651 і 1653 роком відійшла під підпорядкування Київського полку, позаяк у присяжних описах початку 1954 року згадана саме як його сотня. Відтоді у складі саме Київського полку.
Від 1708 і до 1782 року в Козельці також містилось полкове управління Київського полку.
З ліквідацією полкового устрою на Лівобережній Україні територія Козелецької сотні була розділена між Березинським повітом Чернігівського намісництва та Остерським і Козелецьким повітами Київського намісництва.

## Сотенна старшинаКозельської сотні

### Сотники
| - Гарячка Прокіп (? — 1649 — ?) - Гарячка Марко (? — 1653—1660 — ?) - Кизимовський Гнат (? — 1661 — ?) - Захар'ященко Опанас (1662—1662 — нак. полковник козелецький) - Скок Іван (? — 1662) - Красовський Степан (1662 — ?) - Клижка Іван (? — 1665 — ?) - Жила Гаврило Карпович (? — 1669—1676 — ?) - Каплонський Василь (? — 1676) - Борсук Петро (1676 — ?) - Терміновець Федір Олексійович (? — 1682 — ?) | - Жила Гаврило Карпович (? — 1682 — ?) - Солонина Сергій Васильович (1687, нак.) - Стефанович Матвій (? — 1692—1693 — ?) - Борсук Петро Іванович (? — 1696—1697 — ?) - Іванович Лука (? — 1699 — ?) - Голод Микола (? — 1702 — ?) - Борсук Петро Іванович (? — 1703 — ?) - Ханенко Федір Лаврінович (? — 1705 — ?) - Довгий Остап (1706, нак.) - Грабовський (? — 1708) - Голод Микола (? — 1712—1715 — ?) | - Підвисоцький Яків, Костяний Михайло (1727, нак.) - Жила Петро Яремович - Підвисоцький Олексій Якович (? — 1729—1742) - Бердянський Іван (1740, нак.) - Педорко Іван (1740, нак.) - Барановський Степан Якович (1742—1757) - Пустовойтенко Федір (1754) - Руголь Павло (1757—1767) - Шум Павло Матвійович (1768—1781) - Десенко Микита (1782—1783) |

### Отамани
| - Скок Іван (? — 1662 — ?) - Кіндратович Прокіп (? — 1669 — ?) - Коптевич Іван (? — 1679 — ?) - Мирченко Андрій (? — 1682 — ?) - Данилович Герасим (? — 1691 — ?) - Довгій Остап (? — 1692 — ?) - Іванович Лука (? — 1696 — ?) - Михайло Іванович (? — 1697 — ?) | - Довгий Остап (? — 1699 — ?) - Петро Сергійович (? — 1702 — ?) - Барановський Яків Станіславович (? — 1704—1706 — ?) - Гречка Остап (? — 1718 — ?) - Бразул Лука (1718—1729) - Борсук Яків Петрович (1729—1730 — ?) - Бразул Лука (1732—1741 — ?) - Брилевич Семен (? — 1746 — ?) | - Прудченко Лук'ян (? — 1748 — ?) - Пустовойт Федір (? — 1751—1753 — ?) - Корсун Андрій (? — 1754 — ?) - Мостовий Федір (? — 1759 — ?) - Нестеровський Іван (? — 1763 — ?) - Красовський Данило (1764—1776 — ?) - Валюжа (? — 1780) |

### Писарі
- Сочевець Андрій (? — 1737—1741 — ?)
- Гонтаревський Іван (? — 1745—1746 — ?)
- Федоровський Іван (? — 1751 — ?)
- Пасенко Петро (1754—1761)
- Полутанський Григорій (1761 — ?)
- Підвисоцький Олексій (1759—1767)
- Железко Василь (1767—1779 — ?)

### Осавули
- Павлович Савка (? — 1687 — ?), Григорій (1741)

### Хорунжі
- Довгий Євстафій (? — 1684 — ?)
- Пташніченко Назар
- Радич Григорій Парфенович (? — 1729 — ?)
- Гришак Микита (? — 1737—1741 — ?)
- Гриненко
- Дашкевич Семен (1771—1779 — ?)

## Опис Козелецької сотні (частковий)
За описом Київського намісництва 1781 року наявні такі дані про два населені пункти та населення Козелецької сотні напередодні ліквідації:
| Села, селища, хутори                                      | Дворян і шляхетства | Різночинців | Духовенства | Церковників | Греків | Хат              | Хат                   | Хат   | Хат                                        | Хат                                                           | Всього | Всього                             |
| Села, селища, хутори                                      | Дворян і шляхетства | Різночинців | Духовенства | Церковників | Греків | козаків виборних | козаків підпомічників | міщан | посполитих коронних, в тому числі рангових | посполитих власницьких, різночинських і козацьких підсусідків | хат    | за останньою 1764 року ревізії душ |
| --------------------------------------------------------- | ------------------- | ----------- | ----------- | ----------- | ------ | ---------------- | --------------------- | ----- | ------------------------------------------ | ------------------------------------------------------------- | ------ | ---------------------------------- |
| Відійшли до Козелецького повіту (Київського намісництва): |                     |             |             |             |        |                  |                       |       |                                            |                                                               |        |                                    |
| місто Козелець                                            | 46                  | 18          | 13          | 14          | —      | 20               | 173                   | 156   | —                                          | 173                                                           | 522    | —                                  |
| селище Опеньки                                            | —                   | —           | —           | —           | —      | —                | 3                     | —     | 10                                         | 10                                                            | 23     | —                                  |
| селище Лихолітки                                          | —                   | —           | —           | —           | —      | 6                | 32                    | —     | 4                                          | 8                                                             | 50     | —                                  |
| село Берків                                               | 1                   | 1           | 1           | 2           | —      | 4                | 60                    | —     | —                                          | 27                                                            | 91     | —                                  |
| село Сморшки                                              | 1                   | 5           | 2           | 2           | —      | 9                | 19                    | —     | 10                                         | 4                                                             | 42     | —                                  |
| селище Гладке                                             | —                   | 1           | —           | —           | —      | 5                | 13                    | —     | —                                          | 10                                                            | 28     | —                                  |
| селище Тополі                                             | —                   | —           | —           | —           | —      | 10               | 13                    | —     | —                                          | 15                                                            | 38     | —                                  |
| селище Риків                                              | —                   | 1           | —           | —           | —      | 11               | 7                     | —     | —                                          | 1                                                             | 19     | —                                  |
| селище Брагинці                                           | —                   | —           | —           | —           | —      | 6                | 11                    | —     | —                                          | 2                                                             | 19     | —                                  |
| селище Святеньке                                          | —                   | —           | —           | —           | —      | 12               | 9                     | —     | —                                          | 6                                                             | 27     | —                                  |
| селище Курганське                                         | —                   | 2           | —           | —           | —      | 2                | 20                    | —     | —                                          | 2                                                             | 24     | —                                  |
| село Данівка                                              | —                   | 4           | 1           | 2           | —      | 30               | 57                    | —     | —                                          | 37                                                            | 124    | —                                  |
| село Карасинівка                                          | —                   | 1           | 1           | 2           | —      | 21               | 23                    | —     | —                                          | 10                                                            | 54     | —                                  |
| село Нечагівка                                            | —                   | —           | 1           | 2           | —      | 37               | 29                    | —     | —                                          | 61                                                            | 127    | —                                  |
| селище Круглики                                           | —                   | —           | —           | —           | —      | 6                | —                     | —     | —                                          | —                                                             | 6      | —                                  |
| селище Гламазди                                           | —                   | —           | —           | —           | —      | 5                | 3                     | —     | —                                          | 10                                                            | 18     | —                                  |
| селище Часнівці                                           | —                   | —           | —           | —           | —      | —                | —                     | —     | —                                          | 8                                                             | 8      | —                                  |
| слобода при Козелецькому монастирі                        | —                   | —           | —           | —           | —      | —                | —                     | —     | —                                          | 4                                                             | 4      | —                                  |
| селище Берлози                                            | 1                   | 1           | —           | —           | —      | 8                | 27                    | —     | 4                                          | 7                                                             | 46     | —                                  |
| селище Шами                                               | —                   | —           | —           | —           | —      | 4                | 2                     | —     | —                                          | —                                                             | 6      | —                                  |
| селище Новики                                             | —                   | —           | —           | —           | —      | 3                | 38                    | —     | 6                                          | 3                                                             | 50     | —                                  |
| селище Білейки                                            | —                   | —           | —           | —           | —      | —                | —                     | —     | 6                                          | 1                                                             | 7      | —                                  |
| селище Бабарики                                           | 2                   | 3           | —           | —           | —      | 2                | 2                     | —     | —                                          | 4                                                             | 8      | —                                  |
| селище Войтки                                             | —                   | —           | —           | —           | —      | 3                | —                     | —     | —                                          | 1                                                             | 4      | —                                  |
| селище Пальчики                                           | —                   | —           | —           | —           | —      | 11               | —                     | —     | —                                          | —                                                             | 11     | —                                  |
| селище Самсони                                            | —                   | —           | —           | —           | —      | 9                | 18                    | —     | —                                          | 1                                                             | 28     | —                                  |
| селище Ставиське                                          | —                   | —           | —           | —           | —      | 6                | 10                    | —     | —                                          | 32                                                            | 48     | —                                  |
| 1. хутір Олексіївщина                                     | —                   | —           | —           | —           | —      | —                | —                     | —     | —                                          | 2                                                             | 2      | —                                  |
| 2. хутір Корсуни                                          | —                   | —           | —           | —           | —      | 2                | —                     | —     | —                                          | —                                                             | 2      | —                                  |
| 3. хутір Закревський                                      | —                   | —           | —           | —           | —      | 3                | 2                     | —     | —                                          | 1                                                             | 6      | —                                  |
| 4. хутір Жеребецький                                      | —                   | —           | —           | —           | —      | —                | —                     | —     | —                                          | 4                                                             | 4      | —                                  |
| 5. хутір Брагинці                                         | —                   | —           | —           | —           | —      | —                | —                     | —     | 3                                          | 1                                                             | 4      | —                                  |
| 6. хутір Сивухи                                           | —                   | —           | —           | —           | —      | —                | 8                     | —     | —                                          | 1                                                             | 9      | —                                  |
| 7. хутір прапорщика Закревського                          | —                   | —           | —           | —           | —      | —                | —                     | —     | —                                          | 2                                                             | 2      | —                                  |
| Разом у частині сотні Козелецької                         | 51                  | 37          | 19          | 24          | —      | 235              | 579                   | 156   | 43                                         | 448                                                           | 1461   | 4691                               |
| Відійшли до Остерського повіту (Київського намісництва):  |                     |             |             |             |        |                  |                       |       |                                            |                                                               |        |                                    |
| село Калита                                               | 1                   | —           | 1           | 1           | —      | 35               | 40                    | —     | —                                          | 72                                                            | 147    | —                                  |
| село Семиполки                                            | —                   | —           | 2           | 2           | —      | 58               | 77                    | —     | —                                          | 46                                                            | 181    | —                                  |
| 1. хутір Рокитний                                         | —                   | —           | —           | —           | —      | —                | —                     | —     | —                                          | 1                                                             | 1      | —                                  |
| Разом у частині сотні Козелецької                         | 1                   | —           | 3           | 3           | —      | 93               | 117                   | —     | —                                          | 119                                                           | 329    | 1077                               |
| Всього у сотні Козелецькій (у 2-х з 3 частин)             | 52                  | 37          | 22          | 27          | —      | 328              | 696                   | 156   | 43                                         | 567                                                           | 1790   | 4768                               |